# جزیره پرینس چارلز
جزیره پرینس چارلز (به انگلیسی: Prince Charles Island) یک جزیره در کانادا است که در نوناووت واقع شده‌است.

## خصوصیات
جزیره پرینس چارلز Uninh نفر جمعیت دارد.